# Мильяччо (блюдо)
Милья́ччо (итал. Migliaccio) — традиционное блюдо итальянской кухни, представляющее собой праздничное угощение в виде блинов замешанных из муки на свиной крови. В зависимости от региона, изготовление мильяччо имеют свои особенности, бывают как сладкие, итак и солёные. Обычно мильяччо выпекают зимой, к праздничным карнавалам. Кроме собственно Италии, это блюдо также популярно на Корсике. 

## Общие сведения
Существует несколько разновидностей мильяччо, носящих название местностей, где они популярны. Это Niglifccio fiorentino (Тоскана), Migliaccio di grano (Романья и Умбрия), Migliaccio pievese (Умбрия), Migliaccio pistoiese (Тоскана) и другие.
Собственно словосочетание Migliaccio в переводе означает «от свиньи ничего не выбрасывается». Традиционно готовится зимой к праздничным карнавалам и фестивалям, когда производится забой свиней.

## Состав и приготовление
Рецепт приготовления мильяччо пистойезе, традиционной для города Пистоя и его окрестностей в Тоскане, следующий. В состав блюда входят 1 литр свежей свиной крови, 1 литр бульона из свиных ножек, мука, соль, чёрный перец, столовая ложка оливкового масла, чайная ложка тёртого лимона. чайная ложка пряностей, в число которых входят корица, кайеннский перец, гвоздика.
Смесь укладывают слоями на сковороду и готовят на медленном огне так, что получаются блины толщиной в 2-3 миллиметра. Затем их дополнительно обрабатывают, посыпают сахаром в случае приготовления сладких блюд и десерта, или тёртым сыром пармезан и солью.
При приготовлении Migliaccio fiorentino, являющегося десертом, используются мука, сладкие каштаны, изюм, орехи, корица, розмарин. Готовые блинчики сворачиваются в трубочки. Кушать их надо сразу после приготовления, горячими.
На Корсике Мильяччо готовят из муки, соли, творога и сыра - козьего либо овечьего.